# Trapezului
Cartierul Trapezului se află în imediata apropiere a cartierului Sălăjan. Supranumit și "Macarale" denumire rămasă din timpurile în care se construia acest cartier. Numele cartierului își are originea în forma geometrica atribuita cartierului.
Aici se află stația de metrou "1 Decembrie 1918" dar și stația de tramvai "Bd.1 Decembrie 1918". 
În acest cartier s-a aflat și un lac denumit local "Balama", peste care în anii 2000 s-au construit locuințe. 
Tot aici se mai află și "Complexul Sportiv RATB". 
Zona este cunoscuta pentru avântul sau în industria genului muzical hip-hop încă din anii 90'.